# Aguata
Aguata è una città della Repubblica Federale della Nigeria appartenente allo Stato di Anambra. 
È il capoluogo dell'omonima area a governo locale (local government area) che conta una popolazione di 370.172 abitanti.